# توني ستال
توني ستال (بالفنلندية: Toni Ståhl)‏ هو لاعب كرة قدم فنلندي في مركز الدفاع، ولد في 11 مايو 1985 في توسولا في فنلندا. لعب مع فيلادلفيا يونيون ونادي بان ونادي شمال كارولاينا.

## وصلات خارجية
- توني ستال على موقع الدوري الأمريكي (الإنجليزية)
- توني ستال على موقع قاعدة بيانات كرة القدم.إي يو (الإنجليزية)
- توني ستال على موقع Soccerway.com (الإنجليزية)
- توني ستال على موقع عالم كرة القدم.نت (الإنجليزية)